# 三井アウトレットパーク 滋賀竜王
三井アウトレットパーク 滋賀竜王（みついアウトレットパーク しがりゅうおう、Mitsui Outlet Park Shiga Ryuo）は、滋賀県蒲生郡竜王町にある三井アウトレットパーク系列のアウトレットモールである。施設コンセプトは、豊かな自然環境を生かした「環境共生型アウトレットモール」。

## 概要
2009年（平成21年）1月19日に三井不動産が出店計画を発表し、2010年（平成22年）7月8日に開業した。京滋エリア初（当時、近畿地方では3施設目）のアウトレットで、三井アウトレットパーク 入間・三井アウトレットパーク ジャズドリーム長島に次ぎ、日本第3位の施設規模である。テナントは日本初出店が25店舗、関西初が49店舗であり、コンビニエンスストアのファミリーマートはアウトレットへの出店は三井アウトレットパーク入間に次いで2店舗目。
付近に鉄道駅はないが、想定商圏人口は約1,000万人以上とし、滋賀県内はもとより近畿地方（京都府・大阪府・奈良県・兵庫県）、北陸地方（福井県・石川県）、東海3県（三重県・岐阜県・愛知県）の一部も商圏として想定している。
2013年（平成25年）7月11日に第2期が増設され第1期のリニューアルと合わせ、店舗数237、延床面積92,000 m2と日本最大級のアウトレットモールとなった。第2期の建物デザインは「FLOWERS」と呼ばれる建物3階部分に開放感ある空間が創出され、北モールの1階および2階は全天候型の駐車場が増設された。

## 沿革

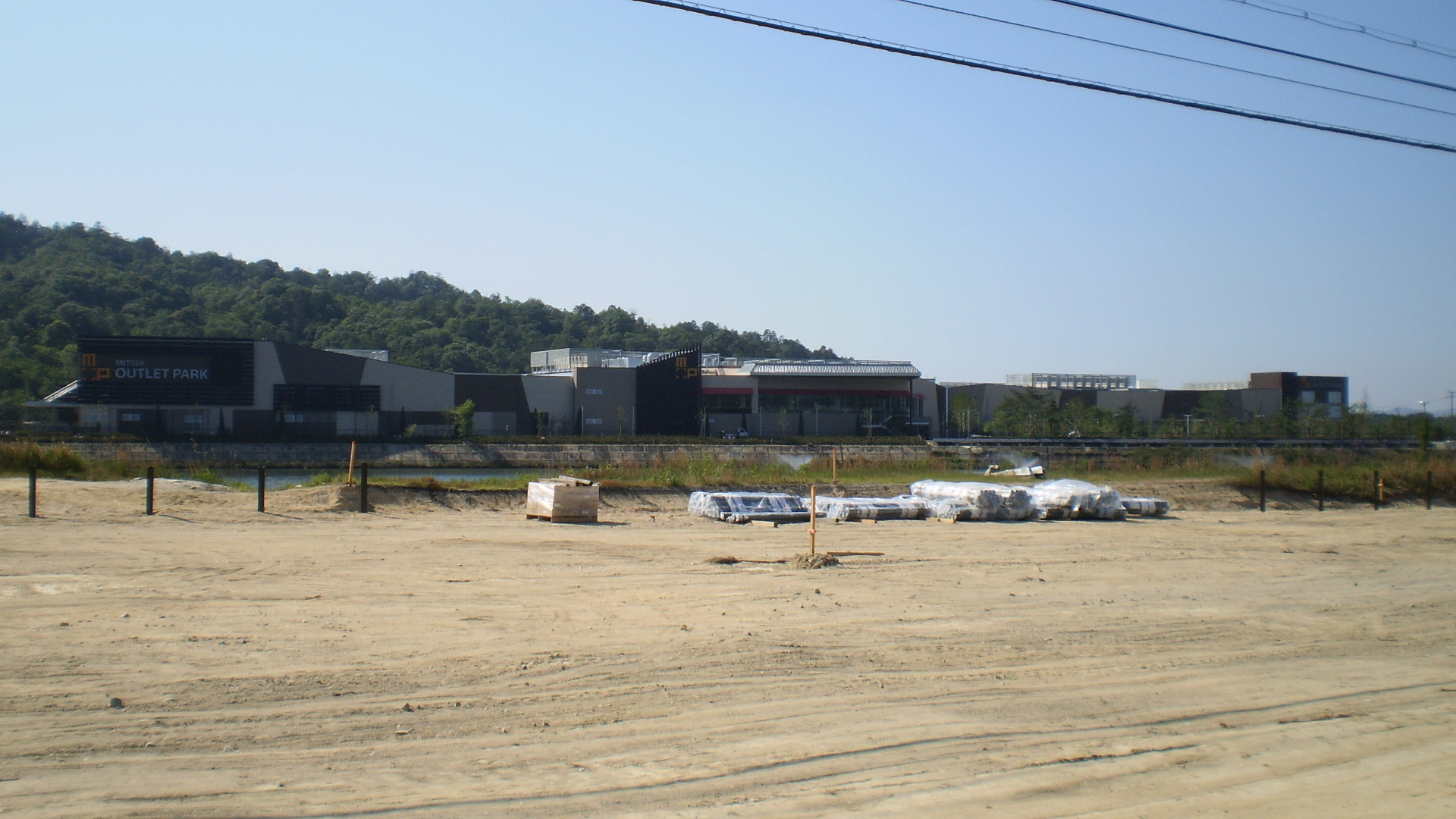
建設当時（2010年6月、敷地外より）

- 2009年（平成21年）1月19日：三井不動産が出店計画を発表。
- 2010年（平成22年）
  - 1月29日：三井不動産と竜王町が地域貢献基本協定を締結。
  - 4月13日：報道関係者を対象に内覧会を開催。
  - 4月29日：テナントが決定、開業日が7月8日となることを発表。
  - 7月6日：報道関係者を対象に2度目の内覧会を開催。
  - 7月7日：一部関係者を招待しプレオープン。プレオープンの招待券は周辺地域向けの新聞広告折り込みやフリーペーパー・雑誌にも印刷された。
  - 7月8日：グランドオープン[2][4][5][6][11]。4,000人以上の行列ができ、15時までに1万6,000人の来客となった[15]。
- 2013年（平成25年）7月11日：第2期オープン[7][8]。

## 建物
北モールと南モールで構成されており、モール東側には人工の八重谷沈砂池が配置されている。テナント（店舗）の詳細は、公式サイトのショップガイドまたはフロアガイドを参照。
- 建物構造：鉄骨地上2階建て（第1期）、鉄骨地上3階建て（第2期）
- 敷地面積：約180,000 m2[1][3]
- 延床面積：約92,000 m2[1]
- 店舗面積：約37,000 m2[1][7]
- 店舗数：237店舗（第1期：167店舗、第2期：70店舗）[7]
- 事業形態：ファクトリーアウトレット

## アクセス
公共交通機関
- JR琵琶湖線（東海道本線）野洲駅または近江八幡駅[注 2]より近江鉄道バス、「三井アウトレットパーク」停留所下車[10]。
- 京都駅八条口より近鉄バス（三井アウトレットパーク滋賀竜王特急線[16]）、「三井アウトレットパーク滋賀竜王」停留所下車[16][17]。  - （※高速バス（直通）は予約制[17]。土曜・休日およびセール開催期間の平日に運行[16][17]）

自動車
- 名神高速道路竜王ICより約500メートル[10]。  - （駐車場：約5,200台収容[10]）

## 交通への影響
開業による周辺への影響として、名神高速道路や国道477号などの大幅な交通渋滞が懸念された。地元市町、三井不動産の担当者らは交通対策会議を設け、国道477号の拡幅工事や、アウトレットの出入口付近での信号機のない左折レーンの新設、5,000台収容の駐車場の確保など、万全の体制を整えた。三井不動産・竜王町・滋賀県警察の3者の検討により、野洲駅と近江八幡駅から近江鉄道バスによる路線バスの運行が開始された。
プレオープンでは、10時から14時30分までの間、名神高速道路（上り線）竜王IC - 草津JCT間で最大15 km、国道1号でも湖南市石部口 - 栗東市小柿付近の間で最大6 kmの渋滞が発生し、湖南市長（当時）の谷畑英吾は「以前から指摘してきた混乱が生じたことは極めて遺憾。市民生活を守る抜本的な対策を大至急講じてほしい」とコメントした。

## ギャラリー

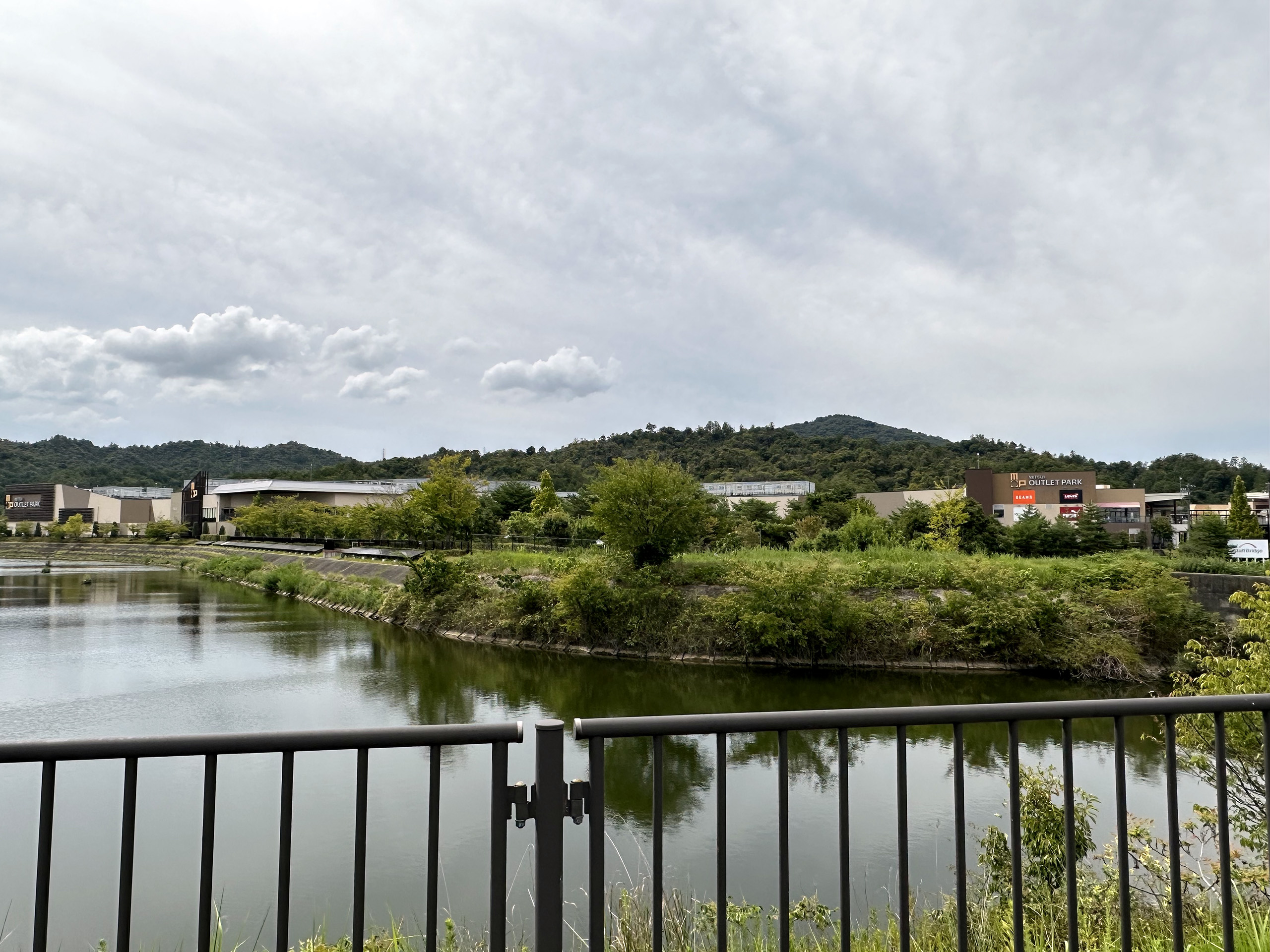
施設全景（2023年9月、国道477号から）
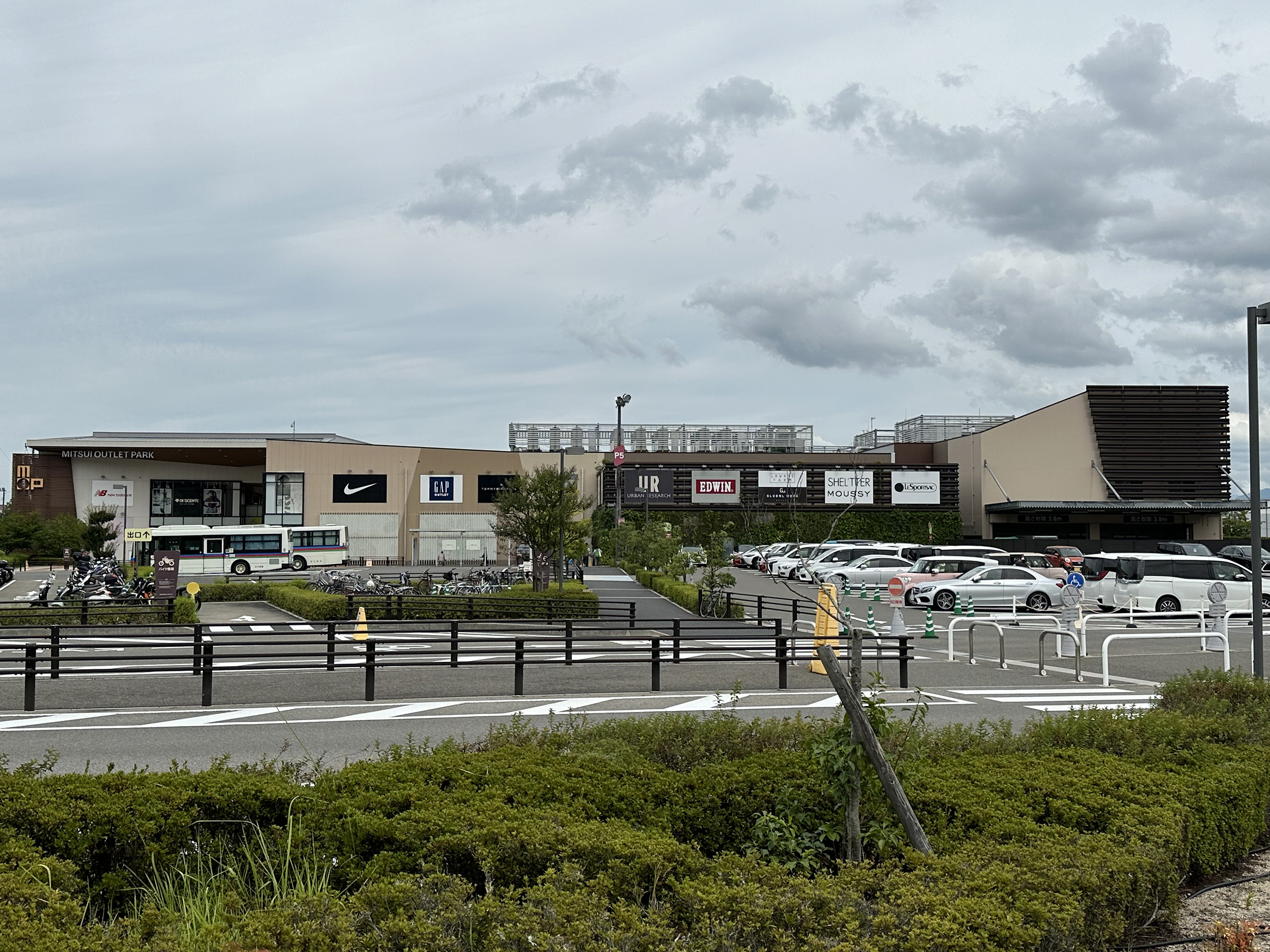
施設外観（2023年9月、バスのりば付近）
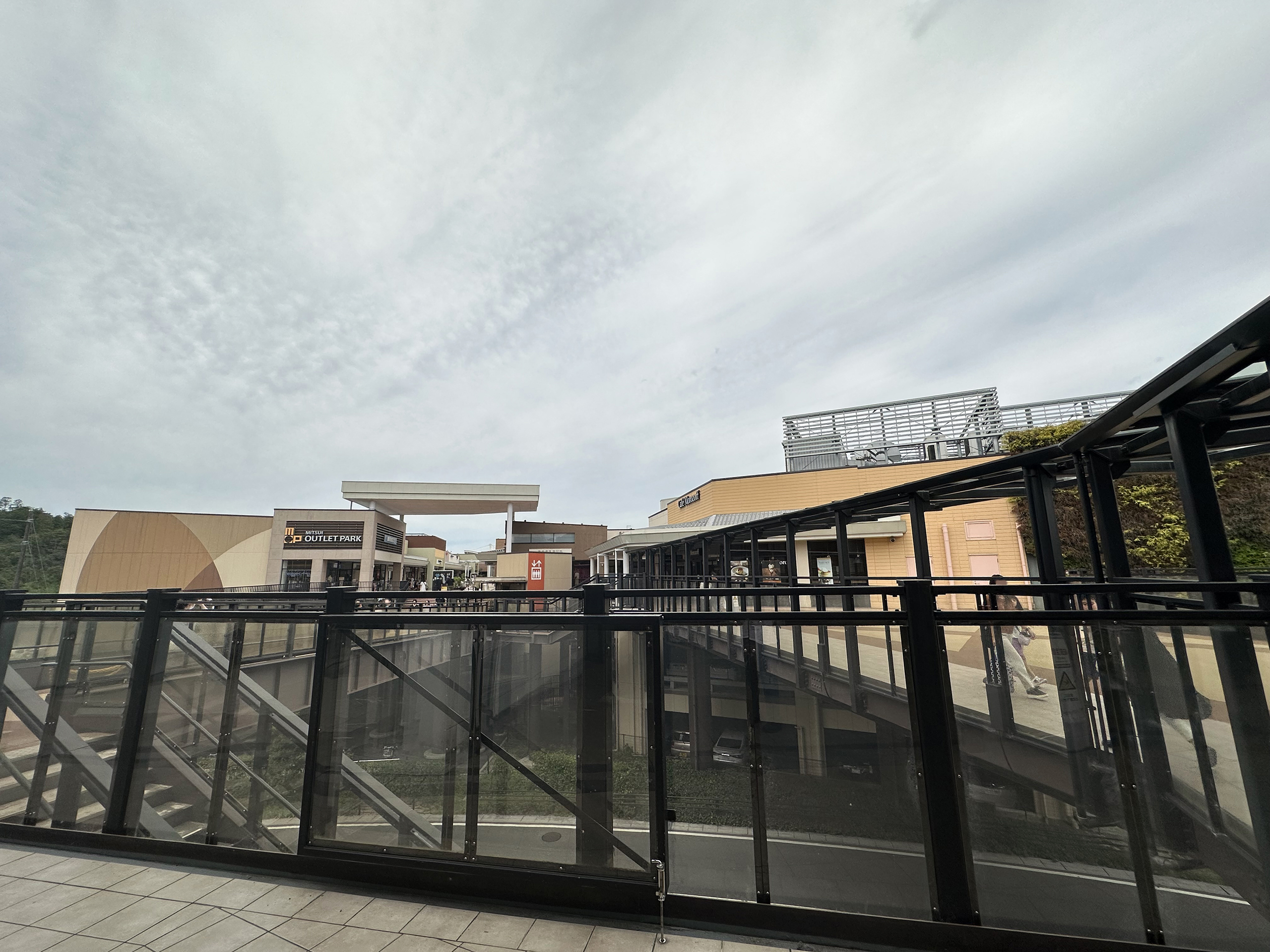
施設内にある連絡通路（2023年9月）
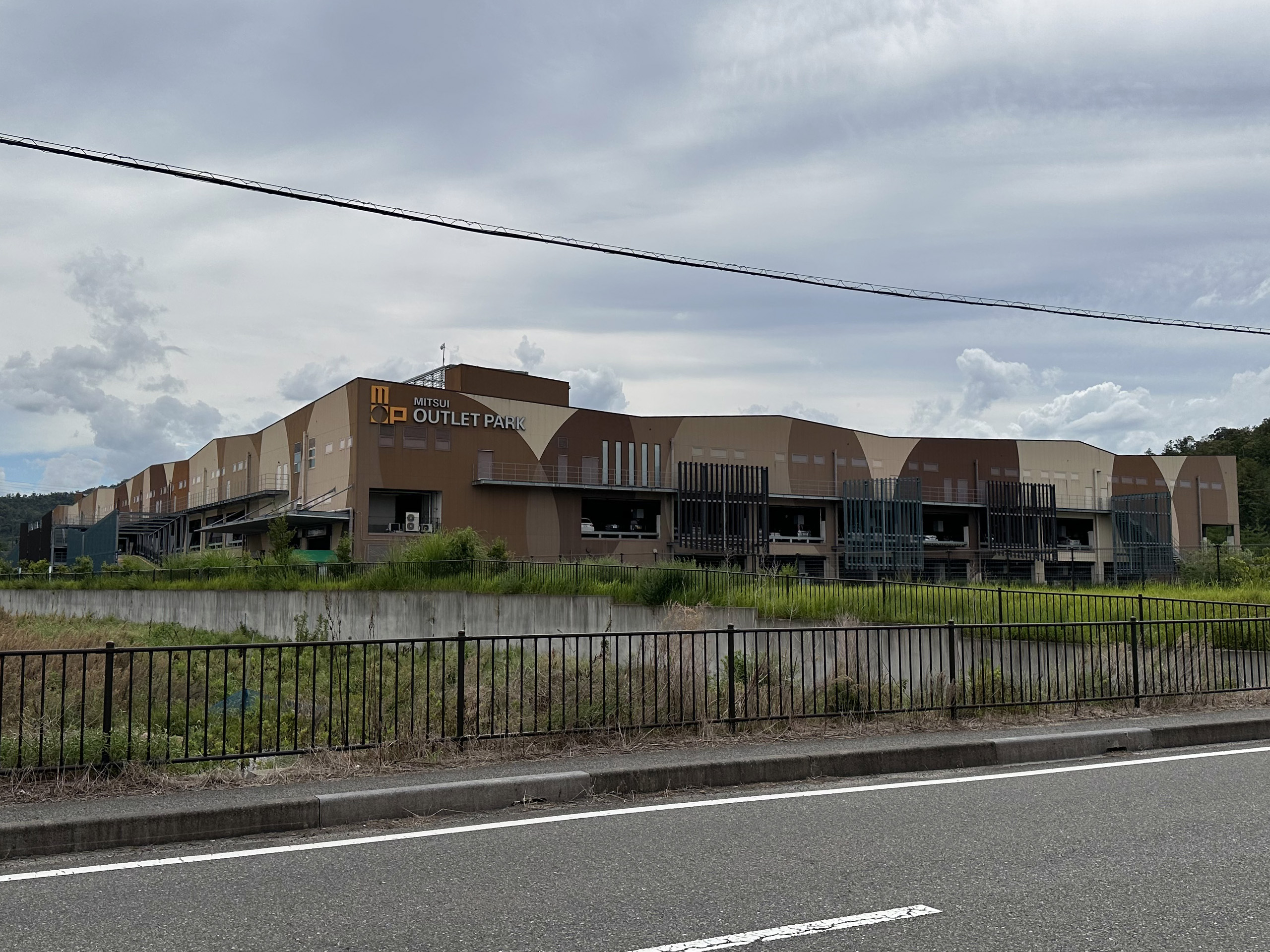
施設外観（2023年9月、側面）
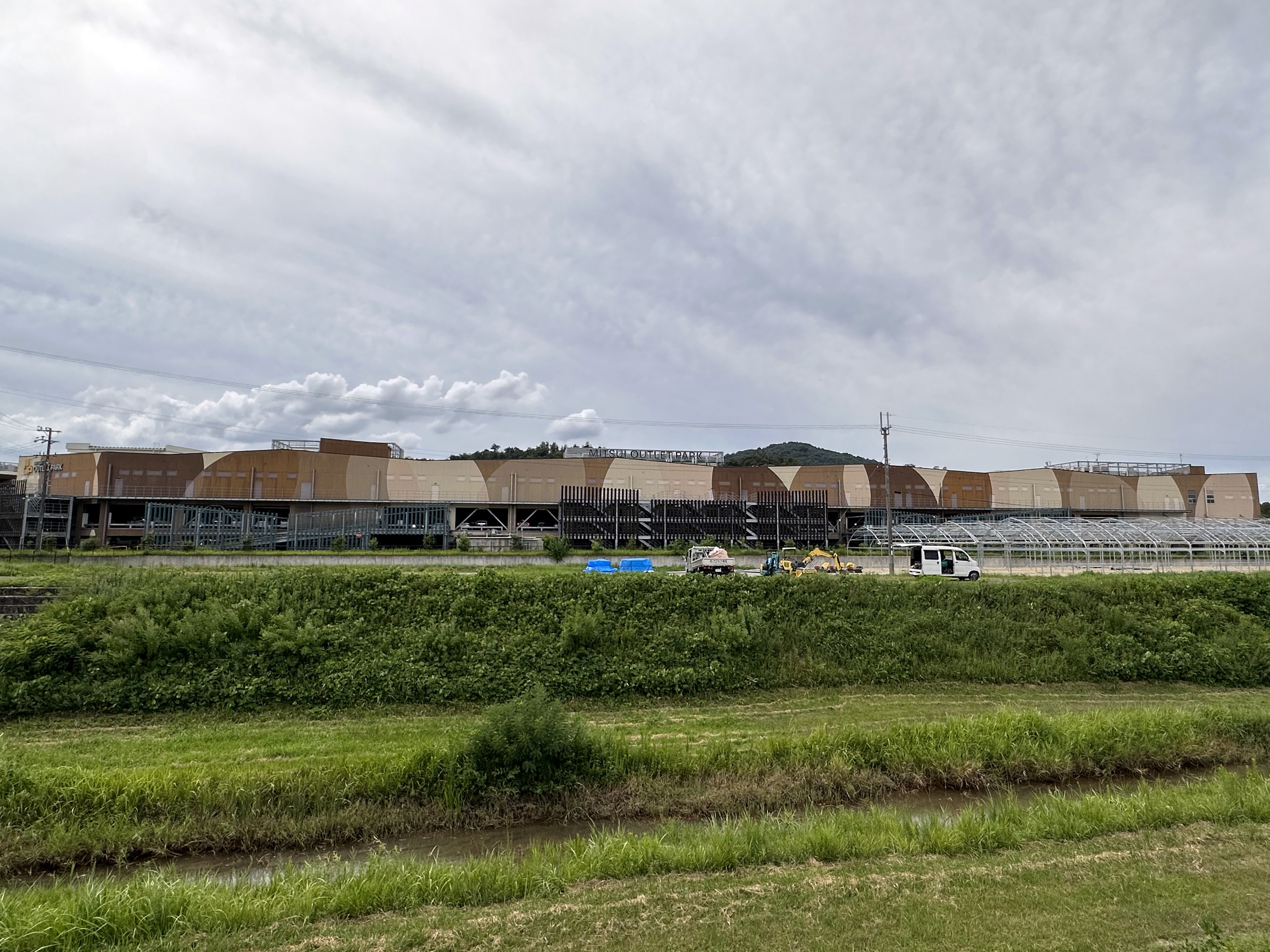
施設全景（2023年9月、裏側）